# 俞煥
俞煥（？—？），祖籍不详，清朝政治人物。
光绪二十二年四月，擔任清朝廣東省潮州府豐順縣知縣。后由劉鈺德接任。